# Каменец (Плевенская область)
Каменец (болг. Каменец) — село в Болгарии. Находится в Плевенской области, входит в общину Пордим. Население составляет 968 человек.

## Политическая ситуация
В местном кметстве Каменец, в состав которого входит Каменец, должность кмета (старосты) исполняет Христо Илиев Илиев (ВМРО — Болгарское национальное движение) по результатам выборов правления кметства.
Кмет (мэр) общины Пордим — Детелин Радославов Василев (независимый) по результатам выборов в правление общины.